# Moha Rharsalla
Mohammed Rharsalla Khadfi, meglio noto come Moha (Oujda, 15 settembre 1993), è un calciatore marocchino, centrocampista del Diósgyőr.

## Palmarès

### Club

#### Competizioni nazionali
- Coppa di Slovacchia: 3

Slovan Bratislava: 2017-2018, 2019-2020, 2020-2021
- Campionato slovacco: 3

Slovan Bratislava: 2018-2019, 2019-2020, 2020-2021